# Østlig revhejre
Østlig revhejre (latin: Egretta sacra) er en fugleart, der lever i Oceanien og Østasien.